# 明登鎮區 (密歇根州)
明登鎮區（英語：Minden Township）是位於美國密歇根州薩尼拉克縣的一個行政鎮區。

## 地方資料
明登鎮區的面積為93.60平方千米，當中陸地面積為93.60平方千米，而水域面積為0.00平方千米。根據2020年美國人口普查的數據，當地共有人口558人，而人口密度為每平方千米5.96人。